# Ignace Cornelissen
Ignace Cornelissen (16 februari 1960) is een Belgisch acteur, toneelregisseur en stichter en voormalig artistiek leider van Het Gevolg.

## Carrière
Ignace Cornelissen studeerde Dramatische Kunst aan het Koninklijk Conservatorium van Brussel bij onder meer Senne Rouffaer en Jan Decorte. Hij studeerde in 1983 af met een Eerste Prijs. Verder studeerde hij nog Psychologie en behaalde een Master Dramatische Kunst aan de Hogeschool voor Wetenschap & Kunst.
Hij richtte meteen na zijn opleiding in 1983 Theater Het Gevolg op dat hij uitbouwde tot een productiehuis. Tot eind 2013 was Cornelissen artistiek leider van dit productiehuis. Opmerkelijke projecten als artistiek leider van Theater Het Gevolg waren onder meer ‘de Trilogie van het moeilijk opvoedbare kind’ en ‘de Koningsdrama’s’. Ook de reeks ‘Littekens in het Landschap’ zorgde voor enkele opmerkelijke voorstellingen. In deze reeks werden voorstellingen op markante locaties in de Kempen gespeeld. Inhoudelijk vertelden deze voorstellingen iets over de verbondenheid van de locatie met de mensen die er leefden en werkten. Opmerkelijke regies voor Productiehuis Het Gevolg zijn “Hendrik De Vijfde”, “Het Poppenhuis”, “Dodendans” en “Noordeloos”.
Daarnaast werkt Cornelissen ook freelance voor tal van gezelschappen in Vlaanderen en Nederland. In Vlaanderen bij Theater Antigone waar hij onder meer “Nonkel”, naar “Oom Wanja” van Tsjechov en “Bouwmeester Solness” van Ibsen regisseerde, bij Theater Zuidpool waar hij “Oidipoes” van Sofocles en “Thuis” van Hugo Claus regisseerde, bij het Nederlands Toneel Gent “Cananova’s Thuisreis” van Schnitzler en bij de Koninklijke Vlaamse Schouwburg regisseerde hij “Tartuffe”.
In Nederland werkte Cornelissen onder andere voor het Noord Nederlands Toneel De Voorziening in Groningen, voor Theater Oostpool in Arnhem en voor tal van ad hoc formaties. Begin 2000 werkte Cornelissen mee aan het koloniale vijfluik over het Indische verleden van Nederland geproduceerd door Theaterbureau Hummelinck Stuurman. In deze reeks regisseerde hij “Max Havelaar” van Multatuli en “de Batavia”.
Als auteur schreef Cornelissen opmerkelijke theaterteksten als “Hendrik de Vijfde”, “Het Jachthuis”, “De Jongen Van Zee” en “Wintersprookje”. De meeste van zijn teksten ensceneerde hij zelf. Veel van zijn teksten worden regelmatig in het buitenland opgevoerd: Spanje, Duitsland, Kroatië, Zwitserland, Engeland, om er enkele te noemen. Ook maakte hij een aantal bijzondere boekbewerkingen voor het toneel zoals ‘Met angst en beven’ van Amélie Nothomb, ‘De Passievrucht’ van Karel Glastra van Loon en ‘De ontdekking van de hemel’ van Harry Mulisch.
Zijn regie en schrijfwerk werd meerdere malen bekroond met onder andere de Signaalprijs, de Hans Snoekprijs, de Interprovinciale Prijs voor Letteren en de Edmond Hustinckxprijs. De productie “Oog om Oog” werd bekroond met de Avro’s toneelpublieksprijs 2010.
Ten slotte heeft Cornelissen projecten begeleid op verschillende toneelscholen: Conservatorium Gent, Lemmensinstituut Leuven, Toneelacademie Maastricht, Fontys Hogeschool Eindhoven en andere.

## Prijzen
- Signaalprijs
- Hans Snoekprijs
- Interprovinciale Prijs voor Letteren
- Edmond Hustinxprijs
- 2010: Avro's toneelprijs voor de productie Oog om Oog

## Podiumproducties
- 1981: De Beer
- 1981: Zoo-story
- 1983: Oorlog (herwerking Wat kost het ijzer van Bertolt Brecht)[1]
- 1983: Turnawt Braandt
- 1984: De berg
- 1984: Over de Schadelijkheid van Tabak
- 1985: De vogels
- 1985: De Berg
- 1986: Tabak
- 1986: De auto
- 1987: Het museum
- 1988: De Sneeuwman
- 1988: De jongen van zee
- 1988: Het bijzonder leven van Hilletje Jans
- 1989: Het avontuur
- 1989: Het duel
- 1990: WEILAND MET BLOEMEN
- 1990: Oedipus
- 1990: Winterslag
- 1991: Wintersprookje (Koningsdrama 2)
- 1991: Meneer jean
- 1992: Nonkel
- 1992: Hendrik de vijfde
- 1993: Het jachthuis
- 1993: Mirad, een jongen uit Bosnië
- 1994: De vierde stad
- 1994: bouwmeester Solness
- 1994: Thuis
- 1994: Mirad, een jongen uit Bosnië (deel 2)
- 1995: Kat op een heet zinken dak
- 1995: Regen in de Zomer
- 1995: De Ingebeelde Zieke
- 1995: Uit het leven van de regenwormen
- 1996: De kersentuin
- 1996: Casanova's thuisreis
- 1996: Het kind van de oorlog
- 1997: Tartuffe
- 1997: Een bruid in de morgen
- 1997: Aan het eind van de aspergetijd
- 1998: Eindelijk afgelopen
- 1998: Van Palermo naar San Francisco
- 1998: Een poppenhuis
- 1998: De Ronde van Vlaanderen (Moor en Meedogenloos)
- 1999: Het aards paradijs
- 1999: De jongen van Zee
- 1999: Toreadors
- 1999: De ladder
- 2000: Dodendans
- 2001: Othello
- 2001: Met angst en beven
- 2002: Don Juan of de stenen gast
- 2003: Vermist
- 2004: Noordeloos
- 2004: Binnenweg
- 2005: Koken met Elvis
- 2005: Bérénice
- 2006: De Straat
- 2008: De laatste reis van Victor
- 2009: Cloaca
- 2012: Delphine en haar vriend
- 2012: De kus
- 2013: De Passievrucht
- 2014: De ontdekking van de hemel
- 2017: Adela en Helena

- Gemeinsame Normdatei: 1116443902
- International Standard Name Identifier: 0000 0003 9261 7501
- Nederlandse Thesaurus van Auteursnamen: 148277594
- Virtual International Authority File: 286738253
- WorldCat: E39PBJwhCfdvMtF4X69R66Pmh3